# Honda VTR 1000
Vous pouvez aider à l'améliorer ou bien discuter des problèmes sur sa page de discussion.
- Il ne cite pas suffisamment ses sources. Vous pouvez indiquer les passages à sourcer avec {{référence nécessaire}} ou {{Référence souhaitée}}, et inclure les références utiles en les liant aux notes de bas de page. (Marqué depuis octobre 2018)
- La traduction est incomplète. (Marqué depuis octobre 2018)

- Archive Wikiwix
- Bing
- Cairn
- DuckDuckGo
- E. Universalis
- Gallica
- Google
- G. Books
- G. News
- G. Scholar
- Persée
- Qwant
- (zh) Baidu
- (ru) Yandex
- (wd) trouver des œuvres sur Wikidata

La Honda VTR 1000 RC51, également appelée RVT1000R RC51 en Amérique du Nord, est une moto bicylindre en V à 90° produite par Honda de 2000 à 2006, version de course de la VTR 1000 F destinée au grand public.

## Mécanique et châssis
Le moteur est un ensemble V-twin à double arbre à cames en tête de 999 cm3 avec deux injecteurs de carburant et quatre soupapes par cylindre. La puissance est transmise à la roue arrière par une transmission à six rapports rapprochés. Le châssis est construit en alliage d'aluminium et se compose de deux longerons.
La VTR 1000 RC51 est une superbike de course qui bénéficie de changements de pignons de boîte de vitesses pour une utilisation routière. Les VTR 1000 RC51 d’usine étaient parfaitement adaptées aux performances de vitesse maximale.

## Histoire
La VTR 1000 RC51 a été conçue comme la moto destinée aux équipes de course de Honda participant au championnat du monde de Superbike. Les modèles 2000-2001 sont désignés « SP1 », tandis que les modèles 2002-2006 sont désignés « SP2 » (ces derniers disposent de systèmes de suspension et d'injection de carburant mis à jour).

### 1988-2002
En 1988, les nouvelles règles en Superbike permettent aux moteurs V-twin jusqu'à 999 cm3 de concourir. Avant le changement de règles, les motos à quatre cylindres de 750 cm3 constituaient la force dominante de la concurrence basée sur la production. Au cours des deux premières années du championnat du monde de Superbike, Honda a remporté la série avec son RC30, propulsé par un V4 de 750 cm3. En 1990, cependant, Raymond Roche obtint le premier titre mondial de Ducati au guidon de la Ducati 851. Au cours des onze années suivantes, Ducati remporte huit championnats du monde de Superbike avec ses V-twins (Honda en remportant deux et Kawasaki seulement un).
Honda se rend alors compte que l'avantage de cylindrée accordé aux bicylindres (1 000 cm3) est quasi-insurmontable par les quadricylindres de 750 cm3 et lance donc, pour la saison 2000 du championnat, la RC51 propulsée par un moteur bicylindre en V de 999 cm3 à refroidissement liquide. Cette année-là, la moto remporte le championnat du monde de Superbike avec Colin Edwards pour l'équipe Castrol. En 2001, Ducati reprend le titre, mais la RC51 reste une candidate offrant une fiabilité supérieure avec une vitesse et une puissance comparables. La RC51 remporte à nouveau le championnat en 2002, après un formidable combat entre Edwards et Troy Bayliss. Cette même année, elle remporte également le titre AMA Superbike avec Nicky Hayden. Honda avait tiré les leçons de la première saison du SP-1 et avait produit le SP-2 pour 2002. Un cadre et un bras oscillant plus solides et plus rigides étaient identiques à ceux de la moto de course World Superbike et les modifications apportées au moteur ont permis d'augmenter la puissance maximale de 3 kW (4 ch) et réduire le poids de 5 kg. Les spécifications d'usine pour les SP-2 routiers (provenant de Honda) étaient de 133 ch avec une vitesse maximale de 270 km/h.
Wim Motors a remporté le championnat du monde Endurance FIM de 2001.

### De 2003 jusqu'à aujourd'hui
Depuis 2003, Honda a cessé le soutien officiel aux courses de Superbike en 2003 (bien que certaines équipes aient bénéficié du soutien de l’usine) et lorsque les règles du Superbike ont été modifiées pour autoriser les motos quatre cylindres de 1 000 cm3, la RC51 a été remplacée par la CBR 1000 RR Fireblade en tant que super Honda. En 2004, Honda a publié l'édition spéciale Nicky Hayden, qui se distinguait des modèles précédents par un cadre et un bras pivotant en aluminium brossé, un kit d'autocollants et des plaques d'immatriculation blanches sur le carénage supérieur avant et le carénage arrière.